# Cariri Football Club
O Cariri Football Club é um clube de futebol da cidade de Juazeiro do Norte, no estado do Ceará, sediado no bairro Cidade Universitária, fundado em 2019. É o primeiro clube empresa de Juazeiro do Norte, e teve seu lançamento em dezembro de 2019, quando confirmou presença para disputar a Série C de 2020 do campeonato estadual. Suas cores são o azul, preto e branco. Além do time, o clube conta com uma escola de futebol para crianças e adolescentes de 4 a 16 anos.

## História
Um dos mais novos clubes de futebol do estado do Ceará, fundado em novembro de 2019 pelo empresário Rosenberg Freitas, do Grupo Anjo da Guarda, fez sua estreia como clube profissional em 2020 na Terceira Divisão do Campeonato Cearense. Nesse mesmo ano, o clube conseguiu o acesso para a Série B de 2021, promovido como vice-campeão, e conseguiu a manutenção na divisão para o ano posterior. Em 2022 foi rebaixado para a Terceira Divisão.
No ano de 2023, o clube retornou à Série B do Cearense novamente como vice campeão. No retorno à segunda divisão, o Cariri obteve a maior conquista de sua história até então: o acesso inédito à Série A do Campeonato Cearense após eliminar o Icasa por 2–1 no agregado.

## Estatísticas

### Participações
|  | Participações em 2026 |

| Competição | Competição | Temporadas | Melhor campanha            | Estreia | Última | A | R |
| Ceará      | Série A    | 1          | 10º colocado (2025)        | 2025    | 2025   |   | 1 |
| Ceará      | Série B    | 3          | Vice-campeão (2024)        | 2021    | 2026   | 1 | 1 |
| Ceará      | Série C    | 2          | Vice-campeão (2020 e 2023) | 2020    | 2023   | 2 |   |

### Temporadas
Legenda:
| Campeão. Vice-campeão. Eliminado na semifinal. | Rebaixado à divisão inferior. Campeão e promovido à divisão superior. Promovido à divisão superior. |